# Orden de la Familia Real de Olaf V de Noruega
La Orden de la Familia Real de Olaf V de Noruega es una condecoración otorgada a los miembros femeninos de la familia real noruega.  Fue establecido en 1958 y no ha sido otorgado desde la muerte del Rey Olav V.
La cinta de la Orden era roja, bordeada de blanco con una fimbriación azul a lo largo del borde blanco.

## Lista de destinatarios
- Princesa Astrid, Sra. Ferner
- Princesa Ragnhild, Sra. Lorentzen
- Princesa Martha Luisa de Noruega
- Reina Sonia de Noruega